# Lasiopogon coconino
Lasiopogon coconino là một loài ruồi trong họ Asilidae. Lasiopogon coconino được Cannings miêu tả năm 2002. Loài này phân bố ở vùng Tân Bắc giới.